# 斯蒂芬妮·塔尔博特
斯蒂芬妮·塔尔博特（英語：Stephanie Talbot，1994年6月15日—），澳大利亚女子篮球运动员。她曾代表澳大利亚参加2018年英联邦运动会篮球比赛，获得一枚金牌。她也曾参加2016年和2020年夏季奥运会。